# Winfried Tromp

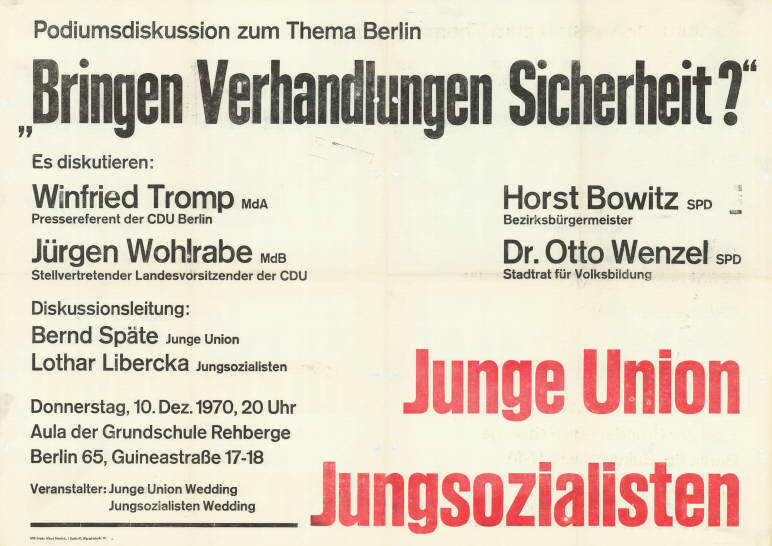
Plakat für eine Podiumsdiskussion der Jungen Union und der Jungsozialisten 1970, Referenten waren unter anderem Winfried Tromp, Jürgen Wohlrabe und Horst Bowitz

Winfried Hubert Tromp (* 24. Oktober 1938 in Berlin; † 18. April 2002 ebenda) war ein deutscher Politiker (CDU).
Winfried Tromp besuchte ein Gymnasium und legte das Abitur ab. Er studierte Rechtswissenschaften an der Freien Universität Berlin und trat 1958 der CDU bei. Ab 1962 war er Journalist und Referent für politische Bildung. Bei der Berliner Wahl 1967 wurde er in das Abgeordnetenhaus von Berlin gewählt und wurde ein Jahr später Geschäftsführer des „Demokratischen Klubs“. 1970 wurde Tromp Redakteur der „Berliner Rundschau“ und Pressesprecher der CDU Berlin. Bei der Wahl 1975 war er weiterhin Abgeordneter, schied aber im Mai 1975 aus, da ihn die Bezirksverordnetenversammlung im Bezirk Wedding zum Bezirksstadtrat gewählt hatte. Nach zehn Jahren als Bezirksstadtrat arbeitete er ab 1985 wieder als freier Journalist.
Sein Sohn ist der Politiker Stephan Tromp (CDU), der ebenso Mitglied des Abgeordnetenhauses war. Winfried Tromp wurde auf dem Friedhof Wilmersdorf begraben.